# زردپر ایبریایی
زردپر ایبریایی (نام علمی: Luciobarbus comizo) نام یک گونه از تیره کپورماهیان است.